# 諦 (佛教)
諦（羅馬化：satyá），又譯為真諦，南傳佛教新譯爲真實，代表絕對的真理，或是存有（英語：Being）、真實、現實、實存而不變的事物。在印度諸宗教中，這是一個重要的哲學觀念。佛教用諦來代表真理或真實之意，四聖諦及二諦都來自這個字。

## 字根
梵文सत्य（Satya）有真實、真理的意思。也有現實之意。字根來自梵文形容詞सत्（sat）的現在分詞形態，源自於梵文動詞asti（有）。梵文動詞字根as，對應於原始印歐字根*h₁es-，英文Be動詞的is也源自同一個字根，意思同於英文的to be。有情（sattva）也是來自這個字根。
古漢語「諦」字原義是審知事物的內在含義或者意義，因此被用來翻譯這個梵文名詞。

## 類似名詞
也有真實的意思，但是與使用在不同的段落中，兩者涵義有些許不同。

## 概說
佛教中諦所指可以歸納為兩種：世俗諦與勝義諦，也就是所謂的二諦。